# 闇に消えたクリスマス
『闇に消えたクリスマス』（やみにきえたクリスマス）は、曽祢まさこによる日本の漫画作品。

## 概要
『なかよし』（講談社）にて1981年に連載された。ミルフォード家のクリスマス・パーティで起きた爆弾事件を機に、幸福な家庭に見えた或る一家の秘密が明かされる。

## あらすじ
7年前のクリスマス・イブ。アメリカ北東部の町に住む大立者サイモン=ミルフォード邸で開かれたパーティーで悲劇が起きた。ツリーの下に置かれてあったプレゼントの箱が爆発し、ケイン=ミルフォードは失明してしまう。事件の真相と犯人捜しに奔走する再従兄弟のジェス=キャンベルは何故か母キャシーに犯人捜しをやめるよう言われる。明らかに何かを知っている様子なのに黙して語らない母に疑惑を抱くジェスは、もう1人の再従兄妹でケインとは従兄妹同士のメイベル=ミルフォードから彼女が部屋の隅に置き忘れられた贈り物の箱だと思った箱をツリーの下に運んだことを思い出したと打ち明けられ、それが爆弾だったのだと思い至りメイベルは苦しむ。メイベルの所為ではないと慰めるジェスは、爆弾が元は部屋の隅にあったことから犯人が可能な限り人を害さないよう配慮していたことを知る。サイモンの結婚前提の恋人がケインの母レダだと知った時、妻を引きとめようとした夫アーノルドが仕掛けたことだと悟る。しかし、ケインは両親の不和とその末の事件なのだと既に気づいていた。自分達夫婦が原因で息子が光を失ったことを知り、レダはサイモンを心から愛しながらも彼と別れて男と女としては愛していなくても夫アーノルドと共にケインの両親として生きることを決意した。

## 書籍情報
- 曽祢まさこ『闇に消えたクリスマス』講談社〈講談社コミックスなかよし〉、全1巻
  - 1981年12月5日発行
- 曽祢まさこ『闇に消えたクリスマス』講談社〈講談社漫画文庫〉、全1巻
  - 2003年12月12日発行、ISBN 4-06-360676-7

表題作の他に「12月のエルメイン」、「聖夜 ホーリィナイト」を収録。